# سومر (بلغارستان)
سومر (به بلغاری: Sumer) یک منطقهٔ مسکونی در بلغارستان است که در شهرستان مونتانا واقع شده‌است.